# Milka
Milka je žensko osebno ime.

## Različice imena
- Ženske oblike imena: Mila, Mili, Milica, Milkica
- Moška oblike imena: Milka - srbsko moško ime (Milka Ivić)

## Izvor imena
Ime Milka je lahko skrajšana oblika imena Emilija ali Amalija, lahko pa je nastalo iz zloženih slovanskih imen, kot sta Bogomila in Ljudmila. Možna pa je tudi izpeljava s pripono -ka iz pridevnika mila.

## Pogostost imena
Po podatkih SURS-a je bilo na dan 31. decembra 2007 v Sloveniji 1581 oseb z imenom Milka in je po pogostosti uporabe zavzelo 143. mesto. Ostale oblike imena, ki so bile na ta dan še v uporabi: Mila (143), Mili (10), Milica (1390),  Milkica (16).

## Osebni praznik
Ime Milka je v koledarju uvrščeno k imenoma Bogomila katera god praznuje 6. julija ali k Ljudmili, ki goduje 19. septembra.